# 霊雲
霊雲（りょううん、生没年不詳）は、飛鳥時代の学僧。
唐に渡った年次は不明。舒明天皇4年（632年）8月、唐使の高表仁とともに、犬上御田鍬・旻・新羅の送使らに従って、対馬に泊まっている。その後、高表仁とともに難波津に到着し、日本本土に上陸したものと思われる。
その後、大化元年（645年）8月、十師の制が設置された時、福亮・恵雲・旻・道登・恵至・恵妙らとともにその一員に任命されている。 白雉2年（651年）春三月、前年より取りかかっていた丈六の繍像（ぬいものほとけ）など36体の仏像が完成したので、十師たちは皇御母尊（すめらみおやのみこと）によって招請され、斎会を催している。
以後のことは伝わっていない。